# 1872 en Suisse
Chronologie de la Suisse
- 1868
- 1869
- 1870
- 1871
- 1872
- 1873
- 1874
- 1875
- 1876

Chronologie de la Suisse
1871 en Suisse - 1872 en Suisse - 1873 en Suisse

## Gouvernement au1erjanvier 1872
- Conseil fédéral[1]
  - Emil Welti (PRD), président de la Confédération
  - Paul Ceresole (PRD), vice-président de la Confédération
  - Karl Schenk (PRD)
  - Jakob Dubs (PRD)
  - Melchior Josef Martin Knüsel (PRD)
  - Jean-Jacques Challet-Venel (PRD)
  - Wilhelm Matthias Naeff (PRD)

## Évènements

### Février
Lundi 12 février 
- Fondation à Bâle, de la Société de banque bâloise, qui deviendra la Société de banques suisses.

### Mars
Mardi 5 mars 
- L’Assemblée fédérale approuve le projet de révision totale de la Constitution fédérale.

### Mai
Samedi 4 mai 
- Décès à Saint-Sulpice, à l’âge de 68 ans, combattant républicain et fondateur de la Première Internationale au Locle.

 Dimanche 12 mai 
- Votations fédérales. Le peuple rejette, par 260 859 non (50,5 %) contre 255 609 oui (49,5 %), la révision totale de la Constitution fédérale.

### Juin
Samedi 8 juin 
- Inauguration à Coire (GR) du Musée rhétique.

 Mardi 25 juin 
- Décès à Paris, à l’âge de 81 ans, du graveur François Forster.

### Juillet
Vendredi 12 juillet 
- Élection de Johann Jakob Scherer (PRD, ZH) au Conseil fédéral.
- Décès à Zurich, à l’âge de 65 ans, du géologue Arnold Escher.

Samedi 20 juillet
- Constitution de la compagnie du chemin de fer Lausanne – Echallens.

### Août
Lundi 12 août 
- Avec la mise en service de la ligne ferroviaire entre Därligen et Interlaken-West, le train arrive à Interlaken (BE).

### Septembre
Jeudi 5 septembre 
- Un incendie détruit 117 maisons d’habitation à Zernez (GR).

 Vendredi 13 septembre 
- Début des travaux de percement du tunnel du Gothard à Airolo (TI).

 Vendredi 20 septembre 
- Le Gouvernement du canton de Genève interdit l'épiscopat à l'évêque Gaspard Mermillod. Cette décision marque le début du conflit politico-religieux à Genève.

### Octobre
Jeudi 24 octobre 
- Début des travaux de percement du tunnel du Gothard à Göschenen (UR).

 Samedi 26 octobre 
- Décès à Saint-Gall, à l’âge de 70 ans, de l’architecte Felix Wilhelm Kubly.

### Novembre
Samedi 2 novembre 
- Découverte à Lucerne, lors de travaux de creusage, de marmites glaciaires et de blocs erratiques qui permettront l’ouverture du Jardin des glaciers.

### Décembre
Dimanche 1er décembre 
- Fondation à Olten (SO) de l’Association suisse des catholiques, qui s’oppose au dogme de l'infaillibilité du pape et fonde l'Église catholique-chrétienne.

 Samedi 7 décembre 
- Élection au Conseil fédéral. Eugène Borel (PRD, VD) est préféré à Jean-Jacques Challet-Venel, qui, pour s’être opposé au projet de révision de la Constitution fédérale, est écarté de l’exécutif.

 Jeudi 19 décembre 
- Décès à Winterthour (ZH), à l’âge de 72 ans, du graveur Friedrich Aberli.